# Marcin Dydyński
Marcin Dydyński herbu Gozdawa (zm. przed 9 lipca 1782 roku) – kasztelan lubaczowski od 1761 roku, łowczy chełmski w latach 1750–1761, skarbnik grabowiecki w latach 1744–1750, chorąży chorągwi pancernej podczaszego koronnego Czackiego w Pułku Hetmana Polnego Koronnego w 1760 roku.